# Atakpamé
Atakpamé är en stad i sydcentrala Togo. Det är landets femte största stad och även den administrativa huvudorten för regionen Plateaux. Staden är en industristad, 161 kilometer norr om Lomé. Folkmängden beräknades till cirka 80 000 invånare 2020.
Togos andre president, Nicolas Grunitzky kom från staden.

## Vänorter
- Niort, Frankrike, sedan 1958.